# Smelowka (Saratow)
Smelowka (russisch Смеловка) ist ein Dorf (selo) im Rajon Engels in der Oblast Saratow mit 269 Einwohnern (2009).

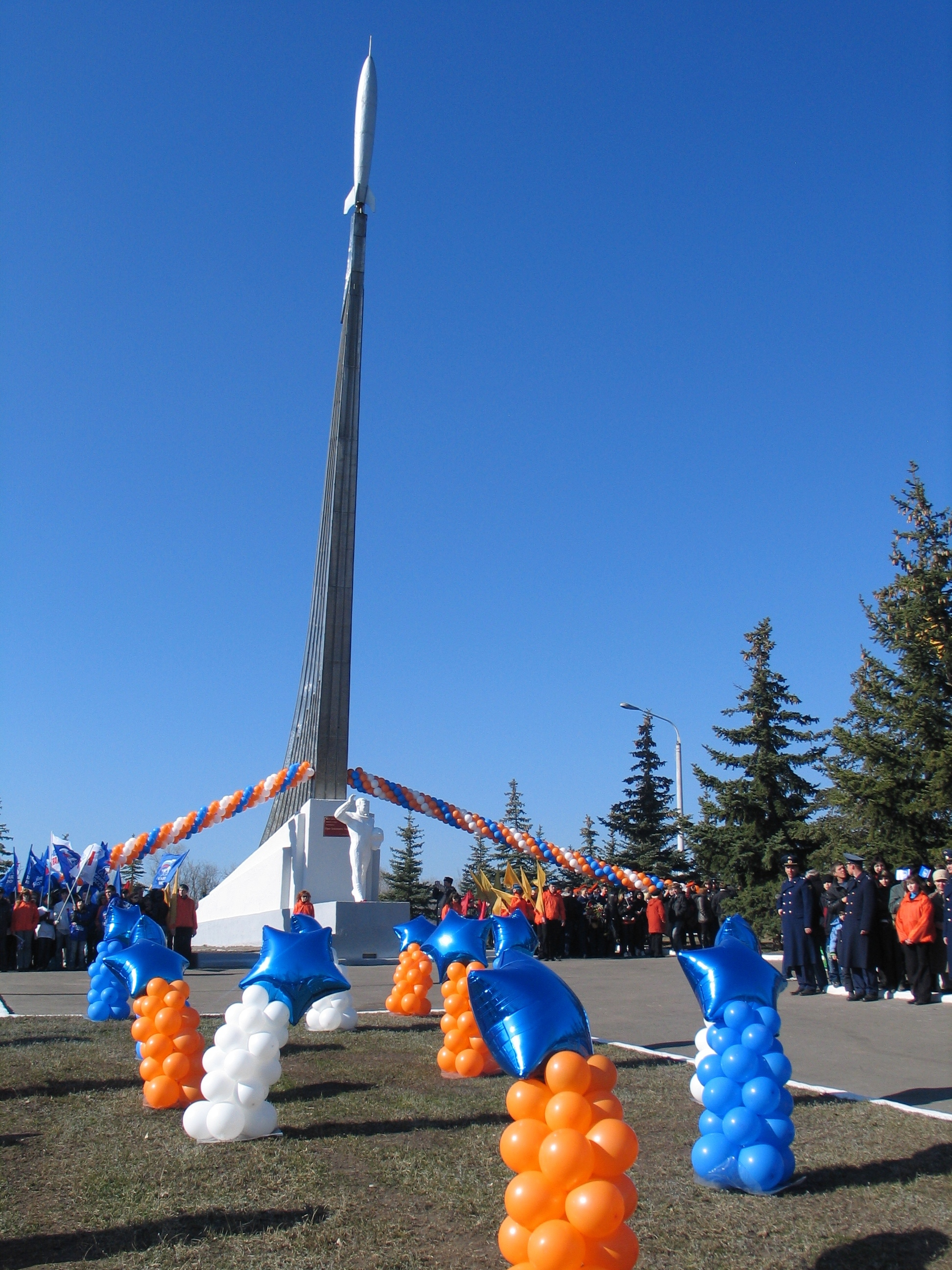
Denkmal an der Stelle der Landung Gagarins unweit Smelowka (am 49. Jahrestag, 12. April 2010)

## Lage
Das Dorf gehört zur Landgemeinde Ternowskoje selskoje posselenije und liegt etwa 3 km vom Verwaltungssitz der Gemeinde, dem Dorf Ternowka, sowie 25 km vom Zentrum der Stadt Engels in südlicher Richtung entfernt. Es befindet sich am linken, flachen Ufer der Wolga, die sich dort noch im Bereich des Wolgograder Stausees befindet und gut zehn Kilometer breit ist. Zwischen Ternowka und Smelowka mündet der Bach Ternowka in die Wolga.
Östlich am Ort führt die noch nicht auf allen Abschnitten fertiggestellte Regionalstraße R226 vorbei, die Samara entlang dem linken Wolgaufer über Engels mit Wolschski (gegenüber Wolgograd) verbinden soll.

## Geschichte
Das Dorf wurde 1842 gegründet.
Nahe Smelowka landete Juri Gagarin am 12. April 1961 nach dem ersten bemannten Raumflug der Menschheitsgeschichte (Wostok 1). An der Stelle vier Kilometer südöstlich des Ortes befindet sich heute ein Gedenkkomplex (offiziell „Architekturkomplex Gagarin-Feld“, russisch Gagarinskoje pole).